# Erik Stinus
Erik Stinus, født Erik Stinus Nielsen (22. august 1934 i Vordingborg – 13. november 2009) var en dansk digter, forfatter og oversætter, bror til Arne Stinus. 

## Uddannelse og karriere
Han var søn af læreren Stinus Nielsen og fik studentereksamen, derefter kvart tjeneruddannelse i handelsflåden (ØK) 1953, som bragte ham på besøg i Aden, Pakistan, Indien, Sri Lanka og Burma. I 1956 tog han lærereksamen fra Blågård Seminarium. Han gennemførte sprogstudier i Indien fra 1956 og i Holland 1965. I 1957 blev han gift med Sara Mathai (senere Sara Mathai Stinus), som han havde mødt i Indien.
I 1958 fik han sin litterære debut med digtsamlingen: Grænseland. I 1963 skrev og redigerede han sammen med Halfdan Rasmussen, Ivan Malinowski og Ebbe Traberg Med Solen I Ryggen, en bog om Grækenland, Spanien og Portugal, efter en længere rejse i disse tre lande, hvor endnu fascismen førte det store ord. Bogen fik en betydelig udbredelsen og udkom i flere oplag. I 1967 fulgte han succesen op og skrev  Mørke over Akropolis, som er en rejseberetning fra diktaturets Grækenland (sammen med Ivan Malinowski og Halfdan Rasmussen). Ud over sin egen produktion oversatte Erik Stinus fra 1954 en lang række værker romaner, digtsamlinger, m.m. fra bl.a. Indien, Tyrkiet, m.m. 
Han forfattede en lang række artikler, boganmeldelser, digte og noveller til Dialog: Dansk tidsskrift for Kulturs (hvor han var redaktionsmedlem 1956), Hvedekorn, Vindrosen, Viewpoint og flere andre tidsskrifter samt til Dagbladet Information, Socialdemokraten, Aktuelt, Politisk Revy, Ekstrabladet, Politiken, Land & Folk, Socialistisk Weekend, Den røde Tråd, Socialisten, Dagbladet Arbejderen og bladet Kommunist.

## Priser
Erik Stinus modtog mange litterære priser og hædersbevisninger for sin omfattende produktion, deriblandt Kritikerprisen i 1979 for digtsamlingen Jorden under himlen, Gelsted-Kirk-Scherfig-Prisen i 1981, Drachmannlegatet i 1992, Drassows Legat i 2005 samt ydelser fra Statens Kunstfond, slutteligt den livsvarige kunstnerydelse.

## Politisk arbejde
Erik Stinus blev tidligt politisk vakt og lagde siden især et stort engagement i ulandsarbejde samt i internationalt fredsarbejde. Han var medlem af Danmarks Kommunistiske Parti fra 1954 til 1957 og siden partiløs, indtil han gik ind i Enhedslisten.
I 1965-68 var Stinus ulandsfrivillig i Tanzania, udsendt af Mellemfolkeligt Samvirke. Han var medlem af og sekretær i Komiteen til Amnesti for spanske politiske fanger og Flygtninge (Spanienskomiteen), med i Kampagnen mod Atomvåben, medlem af og i perioder bestyrelsesmedlem i Dansk Vietnamesisk Forening, medlem af Salvador Allende Komiteen, medlem af Samarbejdskomiteen for Fred og Sikkerhed, medlem af Fair Play for Mumia Komiteen. Endvidere medlem af Folkebevægelsen mod EF-Unionen, Sydafrikakomiteen, Tyrkietkomiteen og Dansk-Palæstinensisk Venskabsforening. Han var fredsvagt i Nicaragua i 1984 og demonstrant i Chile i 1988.

## Eksterne links
- Erik Stinus på gravsted.dk
- Biografi: Erik Stinus – fra Litteratursiden.dk Arkiveret 22. oktober 2007 hos  Wayback Machine